# Панчо Пракицов
Панайот (Панчо) Пракицов е български революционер от Македония.

## Биография
Пракицов е роден в 1842 година в град Велес, тогава в Османската империя. В средата на XIX век се преселва в Шумен. Влиза в Шуменския революционен комитет и развива активна дейност. Влиза във въстаническата чета на града по време на Старозагорското въстание през 1875 г.